# Alberto Ledo
Alberto Gabriel Ledo (Argentina, 29 de enero de 1948 - Argentina, 23 de diciembre de 2010) fue un músico argentino, conocido por ser integrante de la banda chilena Los Jaivas, para la cual tocó el charango, la quena y otros instrumentos de cuerda y viento.
Ledo se inició en la música en Buenos Aires en la década de los 60, en donde, aprovechando el enorme movimiento musical en torno al folclor, antes de la llegada del rock, aprendió a tocar instrumentos como la guitarra y el charango, gracias a Anastasio Quiroga. En esa época se dedicó a la recopilación de música folclórica en el interior del país, específicamente en Jujuy.
A los dieciséis años forma su primer grupo folclórico, Los Cantores del Paso de la Cruz, luego de lo cual comenzó a tocar de manera más profesional. A principios de los 70 estuvo en Europa, en donde se impregnó de la música hindú de George Harrison y Ravi Shankar, además de la poesía de Francia y diversas formas culturales que le interesan, como la meditación hindú. Todo este conocimiento, sumado a su interés por el folclor y a sus estudios de música clásica lo lleva a emprender proyectos como El Expreso, junto a su amigo Pipo Lernoud. Finalmente se integra a Los Jaivas en 1975, viviendo toda su etapa argentina y colaborando con charango y otros instrumentos de cuerda; quena y otros instrumentos de viento, coros y variados instrumentos de percusión. Con ellos graba el Álbum Canción del Sur en Argentina, y posteriormente se establece con ellos en su comunidad de Europa junto a su mujer María Ponti.
Ledo acompaña a Los Jaivas en todas sus presentaciones hasta 1981, año en que se retira de la banda. El "regalo" que deja es un breve tema instrumental en que él ejecuta todos los instrumentos, y que se convertiría en "Del Aire al Aire", punto de partida para el fundamental disco Alturas de Machu Picchu, de 1981.
Luego del retiro de Los Jaivas, graba su disco solista Materia Prima, Producido con Efraín Correal de Fortuna Records y fundador de Soundbridge Music, En San Francisco Y Mt Shasta California, y editado en 1982.
Posteriormente se radicó junto a su esposa en una zona rural a orillas del Río Azul, entre las localidades de El Bolsón y Lago Puelo, en Argentina. Allá realiza talleres de teoría rítmica, además de participar ocasionalmente en grupos de música folclórica, latinoamericana y jazz.
Su última aparición pública en Chile fue en 2003, durante el concierto homenaje a Gato Alquinta, donde cantó el tema "Un Día de Tus Días". Además colaboró con el grupo Huaika (conformado por los hijos de Gato, Eloy y Ankatu, además del actual jaiva Francisco Bosco), en su disco El Rito de 2003.
Falleció el 23 de diciembre de 2010.